# Roy Victorson
Roy Ebbe Lennart Victorson, född 28 januari 1926 i Mörrums församling, Blekinge län, död 23 december 2003, var en svensk arkitekt. Han var gift (1950) med Hanna Victorson. 
Victorson var son till murarmästare Ragnar Victorson och Ebba Johnsson. Efter studier vid Hässleholms tekniska skola och gymnasiestudier på Hermods utexaminerades han från Kungliga Tekniska högskolan 1955. Han var anställd hos Olsson & Rosenlunds AB i Stockholm 1953-1955, hos professor Paul Hedqvist 1955–1961, stadsarkitekt i Karlshamnsregionen 1961–1965 och i Karlshamns stad från 1965. Han var delägare i Arkitektgruppen i Karlshamn AB, vilken han bildat tillsammans med sin fru Hanna Victorson.
Han var en av tillskyndarna till Karlshamns golfklubb, och dess ordförande 1975-1979. Han var arkitekt för utbyggnaden av nio hål 1991.

## Verk i urval
- Egna villan vid Mazarinvägen 11, Sköndal, med Hanna V. (1954)[1]
- Villa vid Bagargränd 6, Sköndal, med Hanna V.[2]
- Egna villan vid Bagargränd 11, Sköndal, med Hanna V.[3]
- Villa vid Bagargränd 12, Sköndal, med Hanna V.[4]
- Villa vid Bagargränd 14, Sköndal, med Hanna V.[5]
- Villa vid Bagargränd/Mazarinvägen 17, Sköndal, med Hanna V.[6]
- Villor vid Grönviksvägen 18 & 20 i Nockeby (1962), tillsammans med Hanna Victorson[7]
- Blomsterkiosk vid Skogskyrkogården, Med Hanna V. [8]